# 2007 McCuskey
A 2007 McCuskey (ideiglenes jelöléssel 1963 SQ) a Naprendszer kisbolygóövében található aszteroida. Indianai Egyetem fedezte fel 1963. szeptember 22-én.